# Giropay
Giropay (Eigenschreibweise giropay) war ein Online-Bezahlverfahren von Teilen der deutschen Kreditwirtschaft. Es basierte auf der Überweisung mittels Online-Banking und wurde speziell für die Anforderungen des E-Commerce optimiert. Darüber hinaus bot der Dienst über die Marke Giropay-ID (Eigenschreibweise giropay-ID) eine Jugendmedienschutz-konforme Online-Altersverifikation und eine Online-Kontoverifikation an.
Die 2005 gegründete Giropay GmbH nutzte das Verfahren. Zum 1. Dezember 2020 wurde die giropay GmbH von der paydirekt GmbH übernommen. Per 18. Mai 2021 wurden die Online-Bezahlverfahren von giropay und paydirekt unter dem Namen giropay zusammengeführt.
Im Juni 2024 beschloss die Gesellschafterversammlung von Paydirekt, Giropay zum 31. Dezember 2024 einzustellen. Als Nachfolger empfiehlt Paydirekt den europäischen Zahlungsdienst Wero.

## Geschichte und Struktur

Abb. 1: Klassisches Onlinebanking im Internet

Die Giropay GmbH wurde 2005 von der Postbank, der Star Finanz (einer Tochtergesellschaft des Sparkassenrechenzentrums Finanz Informatik) sowie der Fiducia IT und der GAD (Rechenzentren des genossenschaftlichen Finanzverbundes, also der Volksbanken Raiffeisenbanken, heute Atruvia) gegründet. Aufgabe der Giropay GmbH war es u. a., Nutzungsbedingungen (Rules & Regulations) für Nutzer festzulegen. Der Vertrieb gegenüber Händlern erfolgt über sogenannte Acquirer (letztlich Lizenznehmer).
Auf Basis der Online-Überweisung verspricht Giropay Käufern ein einfaches, schnelles und sicheres Bezahlen im Internet. Für Verkäufer soll durch eine sofortige Zahlungsgarantie das Zahlungsausfallrisiko entfallen.

Abb. 2: Beispiel für Einkauf im Internet mit Online-Überweisung, z. B. Giropay

Ein Giropay-Kunde benötigt zur Bezahlung von Onlinekäufen keine gesonderte Registrierung oder zusätzliche Software, allenfalls ein für das Online-Banking per PIN/TAN-Verfahren freigeschaltetes Girokonto. HBCI-Chipkarten werden nicht unterstützt. Das Kreditinstitut des Kunden muss an Giropay teilnehmen, was (Stand 2019) mehr als 1500 Banken und Sparkassen tun. So bieten die Postbank (bis 2023), Sparkassen-Finanzgruppe, Volksbanken, Raiffeisenbanken und weitere Regionalbanken Giropay an. Am 9. September 2019 kündigte Giropay an, dass in Zukunft nahezu alle deutschen Bankkunden mit Giropay bezahlen könnten, die ein Online-Girokonto haben. Die bisher nicht teilnehmenden Banken sollten ab dem 4. Quartal 2019 schrittweise angebunden werden. Diese Ankündigung wurde nicht umgesetzt. Auch im April 2023 sind einige Banken im Zuge der PSD2-Umstellung nicht bei Giropay verfügbar, darunter auch die DKB, die vorher Giropay unterstützte. Bei der Postbank ist das Giropay-Bezahlverfahren per Onlineüberweisung seit der IT-Umstellung im Jahr 2023 nicht mehr möglich.
Ein Händler, der Kunden Giropay als Bezahlverfahren anbietet, benötigt von einem Acquirer einen Akzeptanzvertrag, ähnlich wie bei der Kreditkarte. Lösungen zur technischen Integration im Online-Shop werden vom Acquirer und/oder von Payment-Service-Providern (PSP) angeboten. Beim Direktvertrieb erfolgt alles aus einer Hand, Acquirervertrag und technische Integration werden von der GiroSolution GmbH angeboten.
Paydirekt übernahm am 1. Dezember 2020 Giropay, um beide Dienste zu vereinen. Ebenso integriert wurde Kwitt. Die Verschmelzung der drei Dienste begann am 10. Mai 2021.

## Ablauf des Bezahlvorgangs
Die Bezahlung erfolgt vom Girokonto des Kunden. Man wählt in einem Online-Shop die Zahlungsart Giropay aus und muss dort die Bank benennen (z. B. durch Eingabe der Bankleitzahl oder BIC). Bei Online-Shops mit hinterlegten, persönlichen Kundenprofilen entfällt dies, falls man dort bereits die Bankleitzahl bzw. BIC hinterlegte. Sobald man im Online-Shop auf Bezahlen klickt, wird man zur Anmelde-Seite seiner Online-Bank geführt, wo man sich mit seiner Kontonummer oder dem Anmeldenamen plus PIN einloggt. Nach erfolgreichem Login präsentiert sich eine vorausgefüllte Online-Überweisung, die nicht mehr änderbar ist. Durch Eingabe einer Transaktionsnummer (TAN) autorisiert der Kunde die Zahlung. Seit April 2016 können Banken und Sparkassen bei Beträgen bis 30 EUR auf die TAN-Eingabe verzichten. Auf der Logout-Seite werden erneut die Daten der Überweisung angezeigt und man wird zurück zum Online-Shop geleitet.
Die Giropay-Nutzung ist für Käufer kostenlos. Ein weiterer Vorteil ist die hohe Datensicherheit. Man gibt Händlern oder anderen Dritten nur die Bankleitzahl bekannt. Sicherheitsrelevante Daten (Anmeldename bzw. Verfügernummer, PIN, TAN) gibt man im geschützten Dialog des Online-Banking mit der Bank an. Um Händlern zu versichern, dass die Zahlung ankommt, werden im Gegensatz zu anderen Verfahren keinem Dritten Kontostandsabfragen oder Bonitätsprüfungen ermöglicht.
Händler erhalten als Zahlungsempfänger nach der Giropay-Überweisung eine unwiderrufliche Zahlungsgarantie. Obwohl die Überweisung über normale Clearing-Wege abgewickelt wird, hat der Online-Händler sofort die Garantie, dass der Warenwert seinem Konto gutgeschrieben wird. Anders als bei Lastschriften, Elektronischem Lastschriftverfahren oder Kreditkartenzahlungen entfällt damit das Zahlungsausfallrisiko. Von daher ist giropay ein finales Bezahlverfahren.

## Datenschutz
Da es sich trotz der offiziellen Vereinigung von paydirekt und giropay im Hintergrund technisch noch um zwei verschiedene Zahlsysteme handelt, und es für die Kunden nicht transparent ist, an welches System die Daten übermittelt werden, ist jederzeit damit zu rechnen, dass auch bei Nutzung von giropay, wie zuvor bereits bei paydirekt, neben IBAN, BIC und Kontoinhaber auch beispielsweise Warenkorb-Angaben verarbeitet und gespeichert werden. So können unter Umständen besonders schützenswerte Daten, z. B. zu Gesundheit oder sexuellen Vorlieben, welche gemäß DSGVO nur nach ausdrücklicher Einwilligung genutzt werden dürften, dauerhaft gespeichert werden.

## Nutzung für Kunden
Zukünftig sollen über 45 Mio. Kunden in Deutschland Giropay für die Bezahlung im Internet nutzen können, Stand Januar 2018 können dies über 35 Mio. Kunden. Kunden, die Giropay nutzen wollen, benötigen lediglich ein Online-Banking-Girokonto bei einer teilnehmenden Bank oder Sparkasse. Eine extra Registrierung für die Nutzung von Giropay ist nicht notwendig, da Käufer das Online-Banking der jeweiligen Bank oder Sparkasse nutzen.
Banken, die ihren Kunden die Bezahlung per Giropay frühzeitig ermöglichten, sind u. a. Postbank, diverse Sparkassen und PSD Banken, Deutsche Kreditbank (seit August 2020 „temporär“ nicht mehr verfügbar), Volksbanken und Raiffeisenbanken, GLS Gemeinschaftsbank, Merkur Privatbank, MLP AG, Cronbank, Bankhaus Ellwanger & Geiger, Bankhaus Bauer und CVW Privatbank. Nach eigenen Angaben arbeitet Giropay inzwischen mit 1.500 Banken zusammen und erreicht so 85 % des deutschen Marktes.

### Giropay-ID
Giropay-ID ist ein Verifikationssystem, das es Kunden ermöglicht, ihre Volljährigkeit (Altersverifikation) oder ihre Kontoverbindung (Kontoverifikation) gegenüber Online-Anbietern nachzuweisen. Giropay-ID basiert dabei wie das Bezahlverfahren auf dem Online-Banking mit PIN und TAN und wird nur von teilnehmenden Banken und Sparkassen in Deutschland unterstützt. Online-Anbieter bezahlen 0,49 Euro je Verifikation an die anbietende Bank oder Sparkasse (Stand Oktober 2017).
Anstelle einer Überweisung (wie bei der Bezahlung mittels Giropay) beauftragt der Kunde bei einer Altersverifikation mit Giropay-ID seine Hausbank, dem Online-Anbieter mitzuteilen, dass er volljährig ist. Dieser erhält mindestens die Information, ob der Kunde das abzuprüfende Alter erreicht hat und den vollständigen Namen. Händler können ihren Kunden auch eine Kombination aus Online-Altersverifikation mit Giropay-ID und Online-Überweisung mit Giropay anbieten. In diesem Fall wird in nur einem Schritt mit einer TAN die Abfrage der Volljährigkeit und gleichzeitig die Bezahlung der Ware durchgeführt. Das Online-Altersverifikationssystem von Giropay-ID entspricht den Anforderungen des Jugendschutzes und wurde daher von der Kommission für Jugendmedienschutz (KJM) positiv bewertet.
Bei einer Kontoverifikation mit Giropay-ID beauftragt der Kunde seine Hausbank, dem Händler seine Kontoverbindung (IBAN, BIC und Name des Kontoinhabers) zu bestätigen. Eine Kombination aus Kontoverifikation und Bezahlung wird nicht angeboten.

## Nutzung für Händler

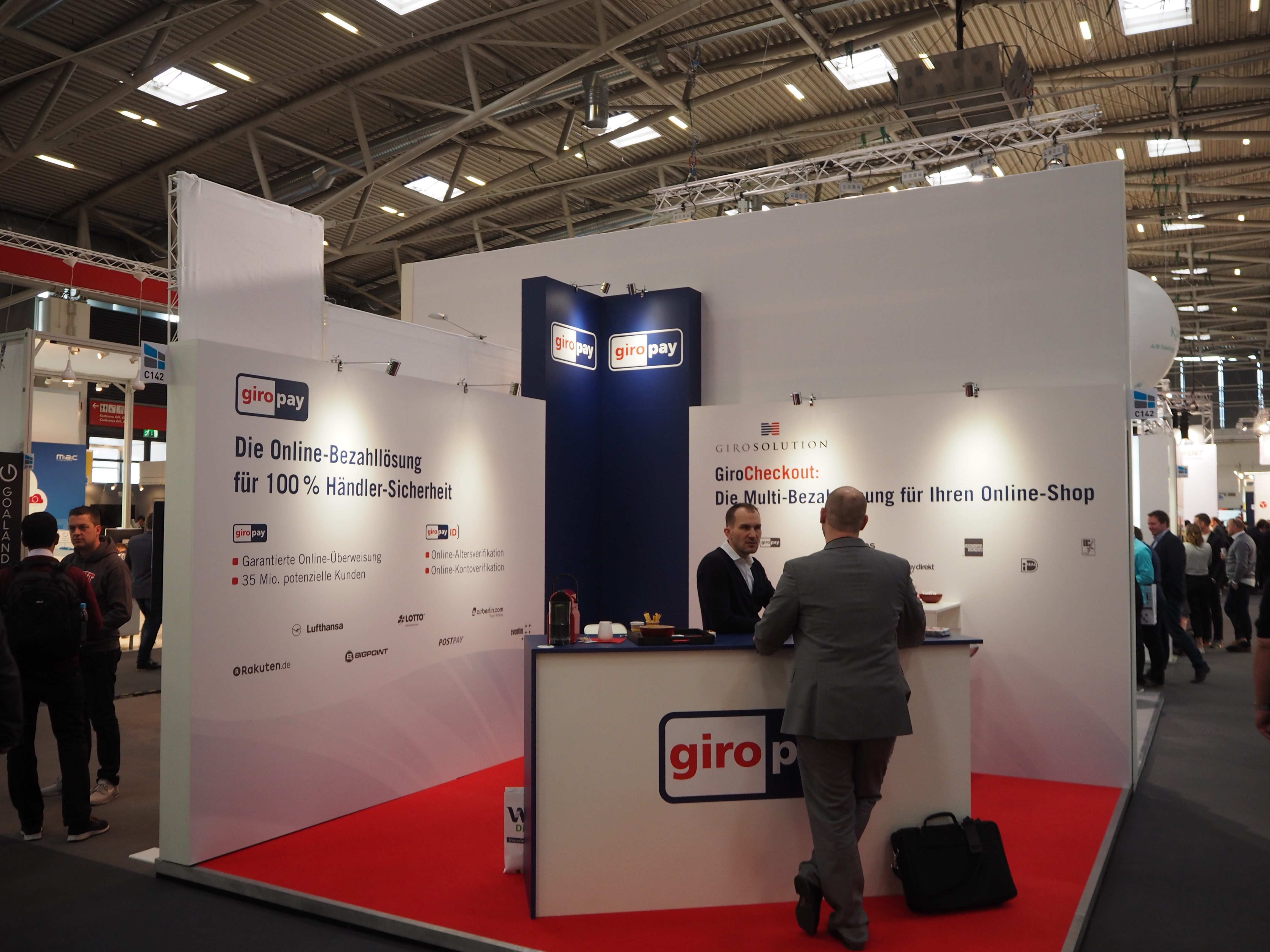
Messestand von Giropay auf der Internet World 2017

Seit 2012 ist es für Händler möglich, direkt auf der Internetseite des Zahlungsdienstes einen Akzeptanzvertrag für Giropay abzuschließen. Dafür bedient sich die Giropay GmbH des Acquirers GiroSolution. Händler können sich direkt einen Akzeptanzvertrag mit einem individuellen Angebot erstellen lassen und erhalten diverse kostenlose Plug-Ins für Standard-Shopsoftware zum Download bereitgestellt.
Darüber hinaus können Akzeptanzverträge bei insgesamt 12 Acquirern (Stand 19. Januar 2018) abgeschlossen werden: EVO Payments International, Postbank, Payone, VR-Bank Westmünsterland, Volksbank in der Ortenau eG, WGZ Bank, DZ Bank, Raiffeisenlandesbank Oberösterreich, Concardis, PPRO Financial und GiroSolution. Die Acquirer arbeiten wiederum mit diversen Payment-Service-Providern (PSP) zusammen, um Giropay auch technisch in die Online-Shops zu implementieren. Einige Acquirer bieten die technische Integration jedoch auch selbst an – ohne einen gesonderten PSP.
Die Entgelte, die der Händler für die Nutzung von Giropay zu tragen hat, sind je nach Acquirer individuell vereinbart. Zur preislichen Orientierung: Im Direktvertrieb auf www.giropay.de verspricht der Acquirer GiroSolution ein maximales Entgelt von 0,89 % vom Umsatz, min. 0,33 Euro pro Transaktion zuzüglich PSP-Entgelt (Stand 4. April 2016).

## Sicherheit
Giropay nutzt die Sicherheitsstandards des Online-Banking. Als Legitimationsverfahren ist derzeit primär das PIN-TAN-Verfahren umgesetzt, wobei iTAN, mTAN oder alle anderen optimierten TAN-Verfahren (z. B. chipTAN) genutzt werden können. Diese teilweise veralteten Bank-TAN-Verfahren sind oft nicht geeignet für die Nutzung durch nur ein einziges Gerät und daher für den Mobile Commerce nur bedingt geeignet.
Im Gegensatz zu Angeboten Dritter (z. B. Sofortüberweisung) ist Giropay neben Paydirekt ein von den Banken und Sparkassen legitimiertes Verfahren. Der Käufer gibt seine persönlichen Bankdaten (PIN und TAN) ausschließlich auf den Seiten seiner Bank ein. Bei Giropay verzichtet der Kunde wie bei einer normalen Überweisung durch Eingabe seiner TAN auf das Widerrufsrecht der Überweisung. Eine Rückbelastung, wie bei Zahlungen mit Kreditkarten, Paydirekt und im Lastschriftverfahren, ist nicht möglich. Deshalb muss der Kunde auf Verfahren der Erstattung zurückgreifen, die vom Online-Händler angeboten werden.

## Internationalisierung
Die beiden Online-Überweisungsverfahren Giropay aus Deutschland und eps-Überweisung aus Österreich haben ihre beiden Systeme miteinander vernetzt. Damit stellen die beiden bisher rein nationalen Bezahlverfahren eine Interoperabilität zwischen ihren Systemen her, die es Händlern erlaubt, über das jeweils schon angebundene Verfahren, das andere über dieselbe Schnittstelle zu nutzen. Durch die Vernetzung der beiden Bezahlverfahren eröffnet sich Händlern die Möglichkeit, insgesamt bis zu 40 Millionen Online-Banking-Kunden in Deutschland und Österreich zu adressieren.
Die Interoperabilität wurde von beiden Verfahren offen gehalten, so dass sich weitere europäische Online-Überweisungsverfahren über die Integration der definierten Schnittstelle daran beteiligen können.
Dabei funktioniert die eps-Überweisung für Händler und Kunden genauso wie Giropay: der Händler erhält in Echtzeit eine Zahlungsgarantie von der Bank oder Sparkasse des Käufers, ist somit zu 100 % vor Zahlungsausfällen geschützt und kann die Ware sofort versenden. Der Kunde nutzt das gewohnte Online-Banking, wobei er sensible Daten wie PIN und TAN ausschließlich auf den Seiten seiner Bank oder Sparkasse eingibt. An eps nehmen nahezu alle Banken und Sparkassen in Österreich teil.